# Manuel Pozzerle
Manuel Pozzerle (født 4. februar 1979) er en italiensk funktionshæmmet snowboarder, som vandt en sølvmedalje ved vinter-PL 2018.